# بلسد یودو
بلسد یودو (انگلیسی: Blessed Udoh؛ زادهٔ ۱۷ نوامبر ۱۹۸۴) وزنه‌بردار اهل نیجریه است.